# Zenon Grocholewski
Zenon Grocholewski, né le 11 octobre 1939 à Bródki en Pologne et mort le 17 juillet 2020 à Rome en Italie, est un cardinal polonais, préfet de la Congrégation pour l'éducation catholique de 1999 à 2015.

## Biographie

### Prêtre
Zenon Grocholewski est ordonné prêtre le 27 mai 1963 pour le diocèse de Poznań en Pologne.
Il exerce son ministère sacerdotal dans une paroisse de Poznań avant d'aller étudier à Rome et d'obtenir un doctorat à l'université pontificale grégorienne.
Il enseigne ensuite le droit canon à l'université pontificale du Latran et à l'université pontificale grégorienne.
Il travaille au Tribunal suprême de la Signature apostolique dès 1972, en occupant successivement les fonctions de notaire et de chancelier, avant de devenir évêque.

### Évêque
Nommé secrétaire du Tribunal suprême de la Signature apostolique le 21 décembre 1982, Zenon Grocholewski a été consacré le 6 janvier 1983 par le pape Jean-Paul II avec le titre d'archevêque titulaire d'Acropolis (de). Il en devient préfet le 5 octobre 1998, avant d'être nommé préfet de la Congrégation pour l'éducation catholique le 15 novembre 1999. fut le préfet de la Congrégation pour l'Éducation catholique sous l'autorité de trois papes : saint Jean-Paul II, Benoît XVI et François.

### Cardinal
Jean-Paul II crée Zenon Grocholewski cardinal lors du consistoire du 21 février 2001 avec le titre de cardinal-diacre de San Nicola in Carcere. 
Il participe aux conclaves de 2005 (élection de Benoît XVI) et de  2013 (élection de François).
Le 21 février 2011, comme le lui permet le code de droit canonique après dix ans dans l'ordre des cardinaux-diacre, il opte pour l'ordre des cardinaux-prêtres au cours du consistoire ordinaire pour la canonisation de nouveaux saints, conservant pro hac vice le titre de San Nicola in Carcere.
Au sein de la curie romaine, il est également membre de la Congrégation pour la doctrine de la foi, de la Congrégation des évêques, de la Congrégation pour le culte divin et la discipline des sacrements, de la Congrégation pour l'évangélisation des peuples,, du Tribunal suprême de la Signature apostolique et du Conseil pontifical pour les textes législatifs.
Le 21 janvier 2015 il est nommé par François membre de la nouvelle commission spéciale chargée du traitement des recours au sein de la Congrégation pour la doctrine de la foi.
Il se retire de ses fonctions à tête de la Congrégation pour l'éducation catholique le 31 mars 2015 à l'âge de soixante-quinze ans.
Il meurt le 17 juillet 2020 à Rome. Ses funérailles, présidées par le cardinal Konrad Krajewski, aumônier apostolique, sont célébrées le 25 juillet 2020 en la cathédrale de Poznań où il est ensuite inhumé dans la crypte.

## Succession apostolique
Zenon Grocholewski a ordonné les évêques suivants :
- Archevêque J. Michael Miller (en), C.S.B. (2004)

## Décorations
- Grand commandeur de l'ordre du Mérite de la République fédérale d'Allemagne
- Commandeur avec étoile de l'ordre Polonia Restituta
- Commandeur de l'ordre des Palmes académiques

### Sources et liens externes
- Notices d'autorité :   - VIAF
  - ISNI
  - IdRef
  - LCCN
  - GND
  - Italie
  - Espagne
  - Pays-Bas
  - Pologne
  - NUKAT
  - Suède
  - Vatican
  - Norvège
  - Tchéquie
  - Portugal
  - Brésil
  - WorldCat
- Ressources relatives à la recherche :   - Dialnet
  - Nauka Polska
  - Persée
- Ressources relatives à la religion :   - Catholic Hierarchy
  - Cardinals of the Holy Roman Church
- (it) Biographie sur le site du Vatican